# Tom Farrell (Mittelstreckenläufer)
Tom Farrell (eigentlich Thomas Francis Farrell; * 18. Januar 1944 in New York City) ist ein ehemaliger US-amerikanischer Mittelstreckenläufer. 
Beim 800-Meter-Lauf der Olympischen Spiele 1964 in Tokio wurde er Fünfter.
1965 wurde er Englischer Meister, 1966 US-Meister über 880 Yards. Für die St. John’s University in New York City startend wurde er 1964 und 1965 NCAA-Meister über 800 m bzw. 880 Yards.
1968 siegte er über 800 m beim US-Ausscheidungskampf für die Olympischen Spiele in Mexiko-Stadt. Dort gewann er mit seiner persönlichen Bestzeit von 1:45,4 min die Bronzemedaille hinter dem Australier Ralph Doubell, der mit 1:44,3 min einen Weltrekord aufstellte, und dem Kenianer Wilson Kiprugut (1:44,5 min).